# 雨宮昭彦
雨宮 昭彦（あめみや あきひこ、1953年2月18日 - ）は、日本の経済学者、首都大学東京教授。

## 来歴
山梨県生まれ。東京都立大学 (1949-2011)大学院社会科学研究科博士課程単位取得退学。2000年「帝政期ドイツの新中間層 資本主義と階層形成」で東京大学経済学博士。千葉大学法経学部助教授、教授を経て、首都大学東京社会科学研究科教授。

## 著書
- 『帝政期ドイツの新中間層 資本主義と階層形成』東京大学出版会 2000
- 『競争秩序のポリティクス ドイツ経済政策思想の源流』東京大学出版会 2005

共編著
- 『管理された市場経済の生成 介入的自由主義の比較経済史』ヨッヘン・シュトレープ 共編著 日本経済評論社 2009
- 『ドイツ経済思想史』田村信一,原田哲史編著 川又祐,池田幸弘,植村邦彦,保住敏彦,八木紀一郎共著 八千代出版 2009

翻訳
- H.ケルブレ『ひとつのヨーロッパへの道 その社会史的考察』永岑三千輝 共訳 日本経済評論社 1997
- アレクサンダー・ガーシェンクロン『後発工業国の経済史 キャッチアップ型工業化論』絵所秀紀,峯陽一,鈴木義一共訳 ミネルヴァ書房 Minerva人文・社会科学叢書 2005
- ヴェルナー・アーベルスハウザー『経済文化の闘争 資本主義の多様性を考える』浅田進史 共訳 東京大学出版会 2009

## 参考
- 『現代日本人名録』2002年
- J-GLOBAL